# توفيق فياض
توفيق فياض هو أديب فلسطيني، (ولد عام 1939، في قرية المقيبلة) قضاء جنين في فلسطين، ينتمي لعرب 48، ادين وحكم بالسجن في اسرائيل عام 1970 بعد اتهامه بالتخابر مع دولة عدو وقتها وهي مصر.، تحرر بصفقة تبادل اسرى مصرية بعد حرب 1973، انضم لمنظمة التحرير الفلسطينية، كتب الرواية والمسرحية والقصص وادب الأطفال، وكرس انتاجه الادبي لتصوير الانسان الفلسطيني وقضيته.

## حياته
تلقى تعليمه الابتدائي في قريته، وحصل على الدراسة الثانوية في مدرسة البلدية في مدينة الناصرة، ونشر أعماله الادبية الأولى في مجلة الجديد وصحيفة الاتحاد.
أكمل تعليمه الجامعي في الجامعة العبرية في القدس حيث نال شهادة البكالوريوس في علم الاتصالات، وعمل لاحقًا موظفا في دائرة الجمارك في ميناء حيفا. بين السنوات 1963-1968 اصدر ثلاث أعمال ادبية هي المشوهون (رواية)، وبيت الجنون (مسرحية)، والشارع الاصفر (مجموعة قصصية).
في 13 يناير 1970 القي القبض عليه إلى جانب عبد الرحيم قرمان (عابد كرمان) الذي جنده للخلية، ووجهت اليه تهمة استغلال عمله في جمارك ميناء حيفا لتهريب أجهزة تنصت مصرية أرسلت لعبد الرحيم قرمان عميل آخر للمخابرات المصرية.
حكم عليه بالسجن تسع سنوات، قضى منها 4 سنوات في "سجن شطة"، وأُفرج عنه في صفقة تبادل اسرى مع مصر بعد حرب 1973، حيث خرج مع عبد الرحيم قرمان في ذات الصفقة.
وصل إلى القاهرة وغادرها بعد شهور إلى بيروت، وهناك التحق لمدة بمركز الدراسات الفلسطينية، ثم أنشأ في بيروت «دار النورس» التي تخصصت بنشر أدب الاطفال، واصل انتاجه الادبي في بيروت ونشر «المجموعة 778» (رواية تسجيلية) عن فوزي النمر ويوسف أبو الخير ورفاقهم، و«البهلول» (ثلاث قصص)، و«حبيبتي ميليشا» (رواية).
تزوج فياض من فتاة لبنانية في بيروت، والتي استشهدت في قصف إسرائيلي أصاب منزل العائلة في بيروت خلال اجتياح عام 1982، غادر بيروت إلى تونس مع المقاومة الفلسطينية التي خرجت في ذات العام، وعاش في تونس وفيها حصل على الإجازة من معهد الصحافة والاعلام، وعمل ما بين السنوات 1982-1989 في المنظمة العربية للتربية والثقافة والعلوم.
في تونس تزوج من فتاة سورية، وأنجب منها ولدان وابنة، لا يزالون يقيمون في تونس.
رغم توقيع اتفاق اوسلو عام 1993 رفضت الحكومة الإسرائيلية السماح بعودته، مما حدا به بالتوجه للقضاء لاسترجاع مواطنته الإسرائيلية الامر الذي يمكنه من العودة إلى قريته، وفي العام 2015 وبقرار من محكمة العدل العليا في اسرائيل، تمكن من استرجاع وثائقه ودخول إسرائيل وزيارة بلده بعد فراق دام 41 عام.
| العنوان = في لقاء حصري: فياض يتحدث عن 41 عاما من الأسر والمنفى.

## مؤلفاته
- المشوهون، (رواية)، حيفا - مطبعة الاتحاد، 1963.
- بيت الجنون (مسرحية) حيفا - مطبعة الاتحاد، 1965.
- الشارع الاصفر (مجموعة قصص)، الناصرة: مطبعة الحكيم، 1968.
- المجموعة 778 (رواية تسجيلية)، دار القدس بيروت ط2. 1978.
- البهلول (ثلاث قصص)، بيروت المؤسسة العربية للدراسات والنشر، 1978.
- حبيبتي مليشيا (رواية). بيروت: المؤسسة العربية للدراسات والنشر، 1979.
- وادي الحوارث، عواد الأول (رواية)، بيروت: دار الأداب، 1994.
- حيفا والنورس (أدب أطفال)، حيفا: مكتبة كل شيء، 2003.
- الكلب سمور (رواية للفتيان) رام الله: مركز أوغاريت الثقافي للنشر والترجمة، 2004.

## انظر ايضاً
- فوزي النمر
- عبد الرحيم قرمان
- تريز هلسة